# Hoa hậu Hoàn vũ 1964
Hoa hậu Hoàn vũ 1964 là cuộc thi Hoa hậu Hoàn vũ lần thứ 13 được tổ chức vào ngày 1 tháng 8 năm 1964 tại Nhà hát Thính phòng Miami Beach ở Miami Beach, Florida, Hoa Kỳ. Cuộc thi có 60 thí sinh tham gia với vương miện thuộc về người đẹp Corinna Tsopei đến từ Hy Lạp và được trao  bởi Hoa hậu Hoàn vũ 1963 Iêda Maria Vargas đến từ Brazil.

## Kết quả

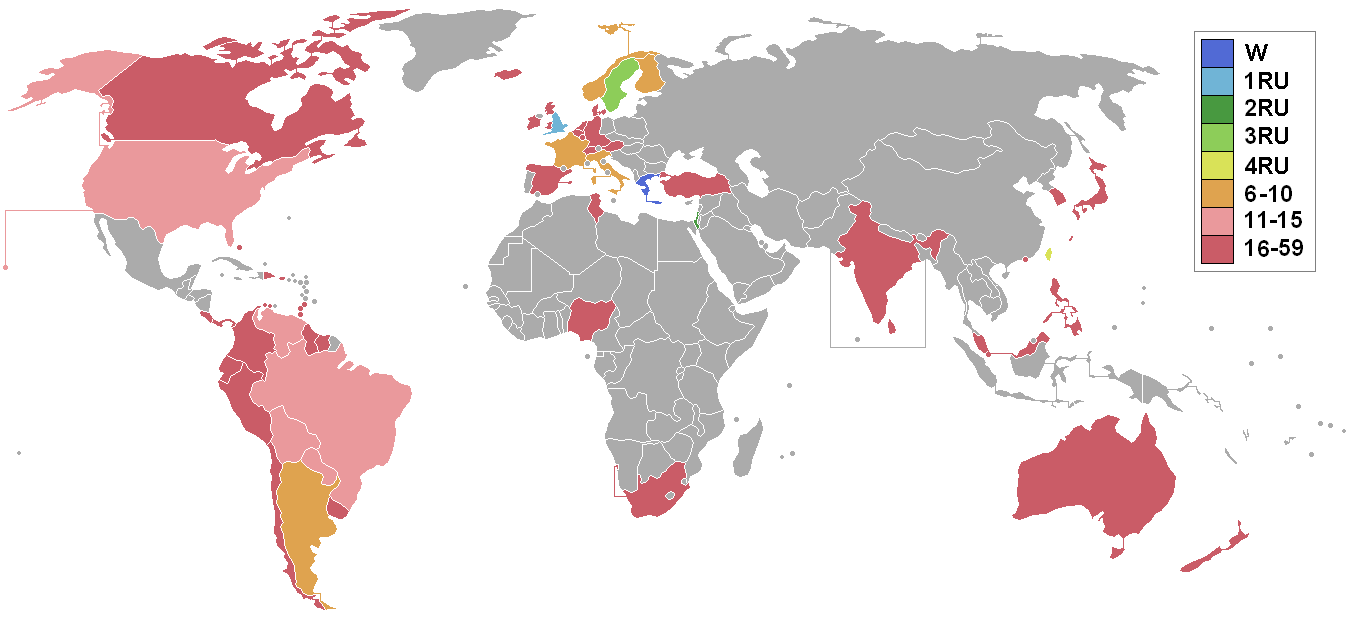
Các quốc gia và vùng lãnh thổ tham gia Hoa hậu Hoàn vũ 1964 và kết quả.

### Thứ hạng
| Kết quả              | Thí sinh |
| -------------------- | --- |
| Hoa hậu Hoàn vũ 1964 | - Hy Lạp – Corinna Tsopei |
| Á hậu 1              | - Anh – Brenda Blackler |
| Á hậu 2              | - Israel – Ronit Rinat |
| Á hậu 3              | - Thụy Điển – Siv Märta Åberg |
| Á hậu 4              | - Trung Hoa Dân Quốc – Vu Nghi |
| Top 10               | - Argentina – María Ramírez - Phần Lan – Sirpa Wallenius - Pháp – Edith Noël - Ý – Emanuela Stramana - Na Uy – Jorunn Barun                                         |
| Top 15               | - Bolivia – Olga Mónica del Carpio Oropeza - Brazil – Ângela Vasconcelos - Paraguay – Miriam Riart Brugada - Hoa Kỳ – Bobbie Johnson - Venezuela – Mercedes Revenga |

### Các giải thưởng đặc biệt
| Giải thưởng                 | Thí sinh                       |
| --------------------------- | ------------------------------ |
| Hoa hậu Thân thiện          | - California – Jeanne Venables |
| Hoa hậu Ảnh                 | - Ý – Emanuela Stramana        |
| Trang phục dân tộc đẹp nhất | - Hà Lan – Henny Deul          |

- Từ năm 1952 đến 1964, cuộc thi Hoa hậu Hoàn vũ được tổ chức đồng thời với cuộc thi Hoa hậu Mỹ nên các giải phụ có thể trao cùng một lúc cho cả hai cuộc thi.

## Hội đồng giám khảo
- Jacques Bergerac
- Edilson Cid Varela
- William Dossier
- Seshu Hyakowa
- Ingemar Johansson
- Syed Khan
- Earl Wilson
- Luz Marina Zuluaga – Hoa hậu Hoàn vũ 1958 đến từ Colombia

## Thí sinh tham gia

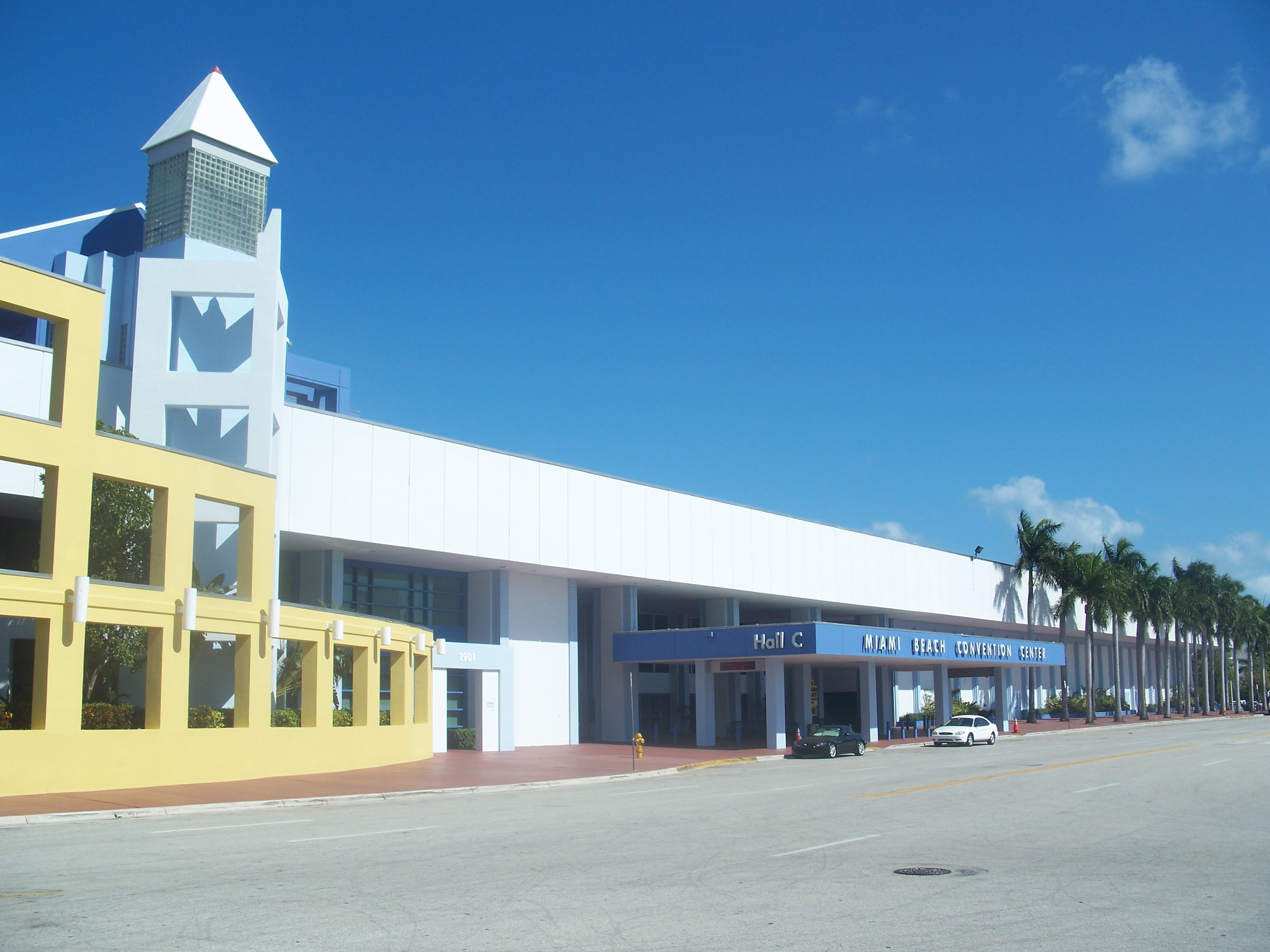
Nhà hát Thính phòng Miami Beach, địa điểm chính thức diễn ra cuộc thi Hoa hậu Hoàn vũ 1964.

Cuộc thi có tổng cộng 60 thí sinh tham gia:
| Quốc gia/Vùng lãnh thổ | Thí sinh                       |
| ---------------------- | ------------------------------ |
| Argentina              | María Amalia Ramírez           |
| Aruba                  | Lidia Lidwina Henriquez        |
| Úc                     | Ria Lubyen                     |
| Áo                     | Gloria Mackh                   |
| Bahamas                | Catherine Cartwright           |
| Bỉ                     | Danièle Defrere                |
| Bolivia                | Olga Mónica del Carpio Oropeza |
| Brazil                 | Ângela Vasconcelos             |
| Guiana (Anh)           | Mary Rande Holl                |
| Canada                 | Mary Lou Farrell               |
| Ceylon                 | Annette Dona Kulatunga         |
| Chile                  | Patricia Herrera Cigna         |
| Colombia               | Alba Ramírez Plaza             |
| Costa Rica             | Dora Marcela Sola              |
| Curaçao                | Iris Anette de Windt           |
| Đan Mạch               | Yvonne Mortensen               |
| Cộng hòa Dominica      | Clara Chapuseaux Soñé          |
| Ecuador                | Tanya Yela Klein Loffredo      |
| Anh                    | Brenda Blackler                |
| Phần Lan               | Sirpa Wallenius                |
| Pháp                   | Edith Noël                     |
| Đức                    | Marina Kettler                 |
| Hy Lạp                 | Corinna Tsopei                 |
| Grenada                | Christine Hughes               |
| Hà Lan                 | Henny Deul                     |
| Hồng Kông              | Mary Bai                       |
| Iceland                | Thelma Ingvarsdóttir           |
| Ấn Độ                  | Meher Castelino Mistri         |
| Ireland                | Maurine Elizabeth Lecky        |
| Israel                 | Ronit Rinat                    |
| Ý                      | Emanuela Stramana              |
| Jamaica                | Beverly Berrie                 |
| Nhật Bản               | Chizuko Matsumoto              |
| Hàn Quốc               | Shin Jung-hyun                 |
| Luxembourg             | Mariette Sophie                |
| Malaysia               | Angela Filmer                  |
| New Zealand            | Lyndal Ursula Cruickshank      |
| Nigeria                | Edna Park                      |
| Na Uy                  | Jorunn Nystedt Barun           |
| Okinawa                | Toyoko Uehara                  |
| Panama                 | Maritza Montilla               |
| Paraguay               | Miriam Riart Brugada           |
| Perú                   | Miluska Vondrak Steel          |
| Philippines            | Maria Myrna Panlilio           |
| Puerto Rico            | Yolanda Rodríguez Machin       |
| Trung Hoa Dân Quốc     | Vu Nghi                        |
| Scotland               | Wendy Barrie                   |
| Nam Phi                | Gail Robinson                  |
| Tây Ban Nha            | Maria José Ulloa Madronero     |
| Saint Vincent          | Stella Hadley                  |
| Suriname               | Cynthia Ingrid Dijkstra        |
| Thụy Điển              | Siv Märta Aaberg               |
| Thụy Sĩ                | Sandra Sulser                  |
| Trinidad               | Julia Merlene Laurence         |
| Tunisia                | Claudine Younes                |
| Thổ Nhĩ Kỳ             | Inci Duran                     |
| Uruguay                | Delia Babiak                   |
| Hoa Kỳ                 | Bobbie Johnson                 |
| Venezuela              | Mercedes Revenga               |
| Wales                  | Marilyn Joy Samuel             |

## Chú ý

### Lần đầu tham gia
- Aruba
- Grenada
- Nigeria
- Saint Vincent

### Trở lại
| - Lần cuối tham gia vào năm 1952: - Ấn Độ - Lần cuối tham gia vào năm 1954: - Panama - Lần cuối tham gia vào năm 1958: - Úc - Lần cuối tham gia vào năm 1960: - Tunisia | - Lần cuối tham gia vào năm 1961: - Chile - Lần cuối tham gia vào năm 1962: - Anh - Hồng Kông - Malaysia - Đài Loan |

### Thay thế
- Scotland – Doreen Swan được thay thế bởi Wendy Barrie.

### Bỏ cuộc
- Cuba
- Maroc
- Nicaragua
- Singapore – Vera Wee

### Đổi tên
- Malaysia bắt đầu tham gia với tên gọi Malaysia thay cho Malaya.